# انکروزیلادا
انکروزیلادا (به پرتغالی: Encruzilhada) یک منطقهٔ مسکونی در برزیل است که در باهیا واقع شده‌است. انکروزیلادا ۱۶٬۴۴۶ نفر جمعیت دارد.